# 육모
육모(陸瑁, ? ~ 239년)는 중국 삼국 시대 오(吳)의 정치가로, 자는 자장(子璋)이며 양주(揚州) 오군(吳郡) 오현(吳縣) 사람이다.

## 생애
육손(陸遜)의 동생으로, 어릴 때부터 학문을 좋아하였으며 청빈한 선비들과 고락을 함께하였다.
그와 동향인 서원(徐原)이란 자가 죽음을 맞이하게 되었는데, 그는 얼굴도 본 적이 없는 육모에게 가족을 부탁한다는 내용의 편지를 보냈다. 서원이 죽은 후 육모는 그를 위하여 무덤을 만들어 주고 그의 자식들을 가르쳤다. 또한 숙부 육적(陸績)이 일찍 죽자, 자녀들을 거두어 성인이 될 때까지 양육하여 대를 잇게 하였다.
이러한 덕행이 널리 알려져 주군에서 초빙과 천거가 연이었으나, 육모는 모두 거절하였다. 그러나 가화(嘉禾) 2년(233년)에 손권(孫權)의 부름을 받아 출사하였고, 의랑(議郞) · 선조상서(選曹尙書)를 역임하였다.
훗날 요동(遼東)의 공손연(公孫淵)이 손권이 보낸 사자를 죽이고 위(魏)에 귀순하는 사건이 벌어졌다. 손권은 크게 노하여 요동을 정벌하고자 하였으나, 육모는 다음과 같은 상소를 올려 이를 간하였다.
| “ | 공손연은 이를테면 예를 모르는 금수와도 같은 자입니다. 무례한 언동을 한다는 것은 곧 금수와 그러한 비적들로 인한 것입니다. 폐하께서는 지금 그를 정벌하려 하고 계시는데, 자칫하다가는 공손연이 위와 손을 잡을 수 있으며 산월이 우리의 발목을 잡을 수 있습니다. | ” |

그러나 손권은 듣지 않았고, 육모는 재차 상소를 올렸다.
| “ | 전역이란 것은, 어느 정도 국가가 안정되어 있다 하더라도 어려운 것입니다. 오는 산월(山越) 등의 이민족 문제를 안고 있으며, 밖으로는 위와 마찰이 끊이지 않고 있습니다. 이러한 상황에서, 먼 곳에서 반역이 일어났다고 하여 원정을 떠나는 것이 과연 괜찮은 일이겠습니까? | ” |

손권은 육모의 한결같은 주장을 받아들여 계획을 취소하였다.

## 육모의 친족관계

### 관련 인물
육강　육손　육적

## 같이 보기
- 삼국지 인물 목록